# Khieu Samphan
Khieu Samphan (Romduol, 28 luglio 1931) è un politico e rivoluzionario cambogiano, dirigente della Kampuchea Democratica, di cui fu capo di Stato dal 1976 al 1979.
È di etnia sino-khmer.
Nel 2022 è stato definitivamente condannato all’ergastolo per crimini contro l’umanità, genocidio e violazione delle Convenzioni di Ginevra.

## Biografia

### Gli anni parigini
Come molti intellettuali cambogiani, Khieu Samphan studiò a Parigi negli anni Cinquanta, conseguendo la laurea in economia e politica nel 1959 con la tesi Lo sviluppo economico e industriale della Cambogia, in cui si fece sostenitore tra l'altro dell'autodeterminazione del paese contro la dipendenza coloniale, accusando le maggiori potenze economiche occidentali di opprimere i paesi del terzo mondo.
Khieu fu uno dei fondatori dell'Associazione degli Studenti Khmer, in cui militò anche Pol Pot, dove rappresentò l'ala più di sinistra e rivoluzionaria. Quando l'Associazione venne sciolta dalle autorità francesi nel 1956, Khieu fu tra i fondatori di un'altra organizzazione studentesca di sinistra, l'Unione degli Studenti Khmer, di fatto con gli stessi obiettivi e principi dell'ASK. Durante gli anni parigini, Khieu abbracciò il marxismo e, successivamente, entrò nel Partito Comunista Cambogiano (che allora si chiamava Partito Rivoluzionario del Popolo Khmer).

### Il ritorno in Cambogia e la lotta rivoluzionaria
Conseguita la laurea, Khieu lasciò Parigi e fece ritorno in Cambogia, dove insegnò all'Università reale di Phnom Penh. Qui avviò le pubblicazioni de L'Observateur, giornale di sinistra in lingua francese, che fu subito visto con ostilità dal governo cambogiano. Nel 1960, le autorità governative chiusero il giornale, arrestarono Khieu e lo umiliarono in pubblico, costringendolo a spogliarsi e ad essere fotografato. Questo portò Khieu ad avvicinarsi ulteriormente al movimento comunista clandestino.
Dopo il colpo di Stato del 1970 che rovesciò il principe Norodom Sihanouk, i Khmer rossi si unirono agli oppositori del golpe nel Governo Reale di Unità Nazionale del Kampuchea, dove Khieu divenne vice-primo ministro, ministro della Difesa e comandante in capo delle forze armate. Il fatto che i comunisti detenessero posizioni così importanti dimostra quanto fosse forte la loro influenza all'interno del governo clandestino.

### La Kampuchea Democratica
La vittoria della rivoluzione nel 1975 portò Khieu Samphan ancora più in alto nell'amministrazione del nuovo Stato socialista, la Kampuchea Democratica. Egli venne nominato presidente del Presidium di Stato (capo dello Stato) e primo ministro, posto che passò a Pol Pot dopo solo un mese. Rimase comunque presidente del Consiglio e si dimostrò un fedele alleato di Pol Pot, condividendone la visione maoista e i progetti per costruire il socialismo in Cambogia.
Quando il Vietnam invase la Cambogia nel 1979, Khieu seguì i Khmer rossi in clandestinità nelle campagne e sostenne la formazione di un altro fronte unito anti-vietnamita. Venne nominato primo ministro dallo stesso Pol Pot (infatti, ufficialmente il governo della Kampuchea Democratica continuava ad esistere), ma lasciò il posto nel 1982 per permettere la fondazione del Governo di Coalizione della Kampuchea Democratica, di cui divenne ministro degli Esteri, occupandosi della legittimazione e del riconoscimento internazionali del governo di coalizione.
Quando Pol Pot lasciò la guida del Partito del Kampuchea Democratico nel 1985, venne sostituito da Khieu Samphan, che si occupò al contempo di mantenere il Partito fra la sua visione maoista e la formazione di un fronte unito con forze anche estranee al comunismo. Quando il governo di coalizione si arrese nel 1998, Khieu sfuggì per un soffio all'arresto e visse come privato cittadino.

### L’arresto e la condanna
Nel 2007, Khieu — sopravvissuto ad un infarto in novembre — pubblicò un libro, Riflessione sulla storia cambogiana fino all'epoca della Kampuchea Democratica, in cui difese le politiche del governo comunista e di Pol Pot, affermando che essi si occuparono sempre di salvaguardare il benessere della popolazione e non condussero mai dei massacri di massa. Nello stesso libro, Khieu criticò duramente l'attuale governo cambogiano, accusandolo di corruzione e di politiche tese ad aggravare lo squilibrio sociale.
Alla fine di novembre, Khieu fu arrestato, accusato di crimini contro l'umanità, e messo sotto processo. Il 7 agosto 2014, assieme ad un altro gerarca di Pol Pot, Nuon Chea, è stato condannato all'ergastolo dal Tribunale Speciale delle Nazioni Unite per i crimini commessi in Cambogia. L'appello contro la sentenza emessa è stato respinto dall'Alta corte della Giustizia della Cambogia il 23 novembre 2016.
Il 22 settembre 2022 il Tribunale Speciale delle Nazioni Unite per i crimini commessi in Cambogia ha confermato definitivamente la condanna all’ergastolo per Khieu Samphan con l’accusa di crimini contro l’umanità, genocidio e violazione delle Convenzioni di Ginevra.